# فینال جام حذفی فوتبال ایران ۱۳۸۱
فینال جام حذفی فوتبال ایران ۱۳۸۱ پانزدهمین فینال جام حذفی ایران بود که بین دو تیم استقلال تهران و فجر سپاسی شیراز برگزار شد و در نهایت به قهرمانی استقلال تهران منجر شد. دور رفت این بازی که به صورت رفت و برگشت انجام شد در شیراز و بازی برگشت در تهران برگزار شد.

## گزارش
دو تیم استقلال و فجر سپاسی با پشت سر گذاشتن حریفان خود به فینال رسیدند. دیدار رفت در شیراز با نتیجهٔ ۲ بر یک به نفع تیم استقلال پایان یافت. دیدار برگشت این دو تیم در تهران با نتیجهٔ ۲-۲ مساوی به پایان رسید تا تیم استقلال در مجموع دو بازی رفت و برگشت با نتیجهٔ ۴ بر ۳ به پیروزی دست یابد و قهرمان این دوره از مسابقات جام حذفی شد.

## شرح بازی
بازی رفت
استقلال در دقیقه ۳۳ بازی توسط یدالله اکبری به گل اول بازی دست یافت.
در دقیقه ۵۴ مهرزاد معدنچی گل تساوی را برای تیم شیرازی به ثمر رساند.
در دقیقه ۶۵ استقلال صاحب یک ضربه پنالتی شد که اکبری در این صحنه نتوانست خودش و تیمش را به گل دوم برساند و توب او توسط دروازه‌بان فجر مهار شد.
در دقیقه ۸۸ دین‌محمدی توبی را به سمت دروازه تیم فجر شلیک کرد که پس از برخورد به محسن صفری مدافع فجر وارد دروازه تیم فجر شد تا استقلال به گل دوم برسد. برخی از منابع گل دوم را به اسم صفری ثبت کرده‌اند.

## بازی برگشت
تیم فجرسپاسی با توجه شکست در دیدار رفت یک بازی تهاجمی را از شروع در دستور کار قرار داد و در دقیقه ۶ توسط محمود خرم‌زی به گل رسید.
یک دقیقه بعد از گل فجرسپاسی آبی‌پوشان توسط علی موسوی بازی را مساوی کردند.
تیم فجر دست از حملات خود برنداشت و در دقیقه نوزده معدنچی همانند بازی رفت موفق به گلزنی شد و بازی را یه سود فجر کرد.
علی موسوی در دقیقه ۳۷ با یک ضربه سر تماشایی مجدداً کار را برای استقلال به تساوی کشاند.
تنها اتفاق مهم تیمه دوم اخراج صمد زارع در دقیقه ۷۷ بود.
بازی با نتیجه ۲ بر ۲ به پایان رسید و استقلال در مجموع دو دیدار ۴ بر ۳ برنده شد و جام حذفی را کسب کرد.

## مسیر فینال
| استقلال      | استقلال | استقلال       | استقلال | مرحله            | فجر سپاسی     | فجر سپاسی | فجر سپاسی     | فجر سپاسی |
| ------------ | ------- | ------------- | ------- | ---------------- | ------------- | --------- | ------------- | --------- |
| حریف         | نتیجه   | میزبان/میهمان | گل‌زنان  | مرحله حذفی       | حریف          | نتیجه     | میزبان/میهمان | گل‌زنان    |
| لشگر۳۰ گرگان | ؟       | مهمان         |         | یک شانزدهم نهایی | شهرداری بوشهر | ؟         | میزبان        | ?         |
| پاس تهران    | ۲–۴     | رفت و برگشت   | ?       | یک‌هشتم نهایی     | برق شیراز     | ۲-۰       | رفت و برگشت   | ?         |
| ذوب‌آهن       | ۱–۳     | رفت و برگشت   |         | یک چهارم نهایی   | تراکتورسازی   | ۱–۲       | رفت و برگشت   |           |
| سپاهان       | ۵ – ۵   | رفت و برگشت   |         | نیمه نهایی       | پیکان         | (۷)۱–۱(۸) | رفت و برگشت   |           |

## جزئیات مسابقه

### رفت
| فجرسپاسی شیراز | ۱–۲   | استقلال                                                             |
| -------------- | ----- | ------------------------------------------------------------------- |
| معدنچی ۵۱'     | گزارش | اکبری ۳۴' · دین‌محمدی ۸۸' · اکبری ۶۵ · بختیاری‌زاده · اکبرپور · فاطمی |

| فجرسپاسی:        |                   |     |
|                  |                   |     |
|                  | سیدمهدی رحمتی     |     |
|                  | علیرضا پورمند (ک) |     |
|                  | سیدمهدی حسینی     | '۴۶ |
|                  | حسین فخری         |     |
|                  | بهرام شفیعی       |     |
|                  | محمود خرم‌زی       |     |
|                  | وحید رضایی        |     |
|                  | رحیم خدایاری      | '۴۶ |
|                  | مجتبی زارعی       |     |
|                  | بهمن طهماسبی      | '۷۶ |
|                  | سیاوش اکبرپور     |     |
| تعویضی‌ها:        |                   |     |
|                  | مهرزاد معدنچی     | '۴۶ |
|                  | محسن صفری         | '۴۶ |
|                  | کوروش حیدری       | '۷۶ |
| سرمربی:          |                   |     |
| غلامحسین پیروانی |                   |     |

| استقلال:      |                   |     |
|               |                   |     |
|               | مسعود قاسمی       |     |
|               | محمود فکری (ک)    |     |
|               | سهراب بختیاری‌زاده |     |
|               | محمد خرمگاه       |     |
|               | داوود سیدعباسی    |     |
|               | رأفت قلی‌اف        | '۶۷ |
|               | احمد مؤمن‌زاده     | '۵۷ |
|               | یدالله اکبری      |     |
|               | فرزاد مجیدی       |     |
|               | فراز فاطمی        |     |
|               | علیرضا اکبرپور    | '۵۷ |
| تعویضی‌ها:     |                   |     |
|               | علی موسوی         | '۵۷ |
|               | محمد نوازی        | '۵۷ |
|               | سیروس دین‌محمدی    | '۶۷ |
| سرمربی:       |                   |     |
| امیر قلعه‌نویی |                   |     |

| مقامات رسمی مسابقه - کمک داورها: - مسعود عنایت - حاتم بک‌پور | قوانین بازی - ۹۰ دقیقه - تنها سه تعویض |

### برگشت
| استقلال           | ۲ – ۲ | فجر سپاسی شیراز                      |
| ----------------- | ----- | ------------------------------------ |
| علی موسوی ۷'، ۷۴' | گزارش | خرم‌زی ۶' · معدنچی ۱۹' · صمد زارع '۶۷ |

| استقلال:      |                   |     |
|               |                   |     |
|               | مسعود قاسمی       |     |
|               | محمود فکری        |     |
|               | سهراب بختیاری‌زاده |     |
|               | مهدی پاشازاده (ک) | '۴۶ |
|               | داوود سیدعباسی    |     |
|               | محمد نوازی        |     |
|               | سیروس دین‌محمدی    |     |
|               | یدالله اکبری      |     |
|               | فرزاد مجیدی       | '۶۵ |
|               | فراز فاطمی        | '۷۴ |
|               | علی موسوی         |     |
| تعویضی‌ها:     |                   |     |
|               | محمد خرمگاه       | '۴۶ |
|               | احمد مؤمن‌زاده     | '۶۵ |
|               | علیرضا اکبرپور    | '۷۴ |
| سرمربی:       |                   |     |
| امیر قلعه‌نویی |                   |     |

| فجرسپاسی شیراز:  |                   |     |
|                  |                   |     |
|                  | سیدمهدی رحمتی     |     |
|                  | علیرضا پورمند (ک) |     |
|                  | سیدمهدی حسینی     |     |
|                  | صمد زارع          |     |
|                  | مهرزاد معدنچی     |     |
|                  | محمود خرم‌زی       |     |
|                  | وحید رضایی        |     |
|                  | رحیم خدایاری      |     |
|                  | مجتبی زارعی       |     |
|                  | بهمن طهماسبی      |     |
|                  | بابک ذوالرحمی     | '۷۰ |
| تعویضی‌ها:        |                   |     |
|                  | سیاوش اکبرپور     | '۷۰ |
|                  | ایران             |     |
|                  | ایران             |     |
| سرمربی:          |                   |     |
| غلامحسین پیروانی |                   |     |

| مقامات رسمی مسابقه - کمک داورها: - حسین نجاتی - اسماعیل صفیری | قوانین بازی - ۹۰ دقیقه - ۳۰ دقیقه وقت اضافه و ضربات پنالتی در صورت لازم - تنها سه تعویض |

## مقالات مرتبط
- لیگ برتر فوتبال ایران ۸۱–۱۳۸۰
- جام حذفی فوتبال ایران ۸۱–۱۳۸۰
- سوپر جام فوتبال ایران